# إيزاك جوهانس وانجاي
إيزاك جوهانس وانجاي (بالإندونيسية: Izaac Wanggai)‏ (19 مايو 1982 في إندونيسيا - ) هو لاعب كرة قدم إندونيسي في مركز الوسط. لعب مع برسيبورا جايابورا وPersidafon Dafonsoro ‏ وPerseman Manokwari ‏.

## روابط خارجية
- إيزاك جوهانس وانجاي على موقع قاعدة بيانات كرة القدم.إي يو (الإنجليزية)
- إيزاك جوهانس وانجاي على موقع Soccerway.com (الإنجليزية)